# Beatrice Zade
Inez Alfhild Beatrice Zade, född Bæcklund 20 juli 1875 i Trelleborg, död 1948, var en svensk författare.
Zade avlade studentexamen i Stockholm 1893 och utexaminerades 1896 från Högre lärarinneseminariet. Hon var därefter anställd som lärarinna i Uddevalla, Trollhättan och Smedjebacken och 1907–08 föreståndarinna för samskolan i Höör.
Åren 1908–10 studerade hon i Jena och gifte sig 1910 med Adolf Zade, extra ordinarie professor i Leipzig. Efter det nazistiska maktövertagandet 1933 bosatte sig paret i Stockholm efter att maken avskedats från sin professur på grund av sin judiska bakgrund. Utöver nedanstående skrifter författade hon även noveller och artiklar i tidningar och tidskrifter.